# Subdivisões do Barém
O Reino do Barém está dividido em 4 províncias (muhafazat):
| Nome árabe | Nome      | População | Área (km2) | Mapa | Ref.  |
| ---------- | --------- | --------- | ---------- | ---- | ----- |
| العاصمة    | Capital   | 547 983   | 75,4       |      | [ 1 ] |
| الشمالية   | Norte     | 342 315   | 146        |      | [ 1 ] |
| الجنوبية   | Sul       | 287 434   | 485        |      | [ 1 ] |
| المحرق     | Muarraque | 245 994   | 64,8       |      | [ 1 ] |

Até 2014, o reino estava dividido em cinco províncias:
| Nome árabe | Nome      | População | Mapa | Ref.  |
| ---------- | --------- | --------- | ---- | ----- |
| العاصمة    | Capital   | 329 510   |      | [ 1 ] |
| الشمالية   | Norte     | 276 949   |      | [ 1 ] |
| الجنوبية   | Sul       | 101 456   |      | [ 1 ] |
| المحرق     | Muarraque | 189 114   |      | [ 1 ] |
| الوسطى     | Central   | 326 305   |      | [ 1 ] |